# Я ненавиджу Гамлета
«Я ненавиджу Гамлета» (англ. I Hate Hamlet) — американська комедія, написана Полом Рудніком. Вперше поставлена на Бродвеї 1991 року.
У комедії розказано історію молодого кіноактора Ендрю Ралі, затвердженого на роль Гамлета, якому допомагає підготуватися до виконання ролі привид знаменитого актора Джона Беррімора. Назва комедії походить від фрази, у розпачі сказаної Ендрю, який боїться складності своєї ролі.

## Персонажі
- Ендрю Ралі (Andrew Rally) — молодий голлівудський актор, який нещодавно переселився до Нью-Йорка і був затверджений на роль Гамлета в театральній постановці
- Джон Беррімор (John Barrymore) — покійний актор, знаменитий своїм виконанням шекспірівських ролей, присланий на землю із завданням підготувати Ендрю до виконання ролі Гамлета
- Дейрдре Макдаві (Deirdre McDavey) — наречена Ендрю
- Лілліан Трой (Lillian Troy) — літня антрепренерка Ендрю, яка досі згадує роман, який вона колись мала з Беррімором у тій самій квартирі, де тепер живе Ендрю
- Гарі Пітер Лефковіц (Gary Peter Lefkowitz) — практичний голівудський продюсер, який вперше зробив Ендрю знаменитим, а тепер пропонує йому роль у новому серіалі і не розуміє, чому Ендрю проміняв такий шанс на роль в п'єсі
- Фелісія Дантіне (Felicia Dantine) — брокер Ендрю, яка вмовила його оселитися в колишній квартирі Беррімора, безуспішно намагалася викликати дух Беррімора в імпровізованому спіритичному сеансі, а під час прем'єри Ендрю в ролі Гамлета закохалася в Гаррі Лефковіца[1]

## Сюжет
Дії вистави відбуваються в Нью-Йорку, у квартирі, в якій колись жив Джон Беррімор, — актор, який прославився своїм виконанням ролі Гамлета.
У цю квартиру переселяється молодий телевізійний актор Ендрю Ралі, який також нещодавно був затверджений на роль Гамлета у постановці в Центральному Парку, але досі сумнівається, чи варто йому грати цю роль.
Наречена Ендрю обожнює Шекспіра, мріє, щоб Ендрю зіграв Гамлета, а сама хоче зіграти Офелію (але її затверджують лише на роль подруги Офелії). Лос-Анджелеський продюсер Лефковіц, навпаки, наполягає, щоб Ендрю не витрачав час на театр, і переконує його за великі гроші знятися в телесеріалі.
Коли Ендрю вже готовий відмовитись від ролі, йому з'являється привид Джона Беррімора і переконує Ендрю погодитись на роль. Декілька тижнів Беррімор готує Ендрю до виконання ролі Гамлета, передаючи йому премудрості театрального мистецтва та свій життєвий досвід.
Прем'єра Ендрю в ролі Гамлета проходить дуже невиразно. Відгуки критиків негативні. Ендрю і сам незадоволений виконанням своєї ролі. На його власну думку, з усієї п'єси йому вдався лише монолог «Бути чи не бути». Але за час виконання цього монологу він відчув те, чого не відчував раніше, граючи в серіалах. Тому на пропозицію Лефковіца повернутися до Голлівуду Ендрю відповідає рішучою відмовою. Примара Беррімора вчить Ендрю останній навичці, — велично і комічно кланятися глядачам, — і зникає. Після чого Ендрю, а потім і всі дійові особи п'єси, кланяються глядачам, намагаючись повторити уклін Беррімора.

## Історія постановок
П'єсу було вперше опубліковано в «Dramatists Play Service». Вона була вперше поставлена на Бродвеї у театрі Вальтера Керра. Прем'єра відбулася 8 квітня 1991 року. Головну роль Ендрю Ралі зіграв Еван Гендлер.
Ніколь Вільямсон, який зіграв роль Джона Беррімора в першій бродвейській постановці, був відомий своїм важким характером, і поступово відсторонився від більшості своїх колег по трупі. Ця ворожнеча досягла кульмінації у травмі Евана Гендлера під час сцени бою на мечах. Згодом Гендлер залишив спектакль.
Всього в 1991 п'єса була показана 88 разів.
Після цього п'єсу неодноразово ставили інші театри. Зокрема, вона показувалась на Шекспірівському фестивалі Юти (2002) та Шекспірівському фестивалі Колорадо (2014).